# Едуард Раппольді
Едуард Раппольді (нім. Eduard Rappoldi), 21 лютого 1839, Відень  — 16 травня 1903, Дрезден
  — австрійський скрипаль і диригент. Чоловік піаністки Лаури Раппольді-Карер, батько скрипаля Адріана Раппольді.

## Біографія
Едуард Раппольді народився 21 лютого 1839 року у Відні. З дитинства вчився одночасно грі на фортепіано і скрипці, в семирічному віці дав перший концерт на обох інструментах. Надалі, проте, зосередився на струнному інструменті, навчався у Леопольда Янси і Йозефа Бема, а в 1851-1854 рр. у консерваторії Віденського товариства друзів музики у Георга Хельмесбергера. Багато пізніше вивчав також композицію і теорію музики під керівництвом Симона Зехтера і Фердинанда Гіллера .
У 1854-1861 рр. грав в оркестрі Віденської придворної опери, в 1850-их рр. зробив низку сольних турне Австро-Угорщиною, Німеччиною, Бельгією та Нідерландів. У 1861-1866 рр. — концертмейстер Німецької опери в Роттердамі, працював під керівництвом Германа Леві, який консультував Раппольді з питань композиції, керував також струнним квартетом (у складі якого виступав, зокрема, Ян Гржималі). У 1866 р. диригував у Любекській опері, в 1867 р. в Щецинській опері, в 1868 р. в Брауншвейгу, в 1869-1870 рр. — у Німецькому театрі в Празі.
У 1871-1877 рр. жив і працював у Берліні, викладав у Королівській вищій школі музики під керівництвом Йозефа Йоахіма, поряд з Генріхом де Аною, заміщаючи і самого Йоахіма під час його поїздок. З 1876 р. — професор. Грав на альті у струнному квартеті Йоахіма, учасник ряду прем'єр (зокрема, Другого струнного квартету Йоганнеса Брамса, 1873).
У 1877-1898 рр. — концертмейстер Саксонської придворної капели. Одночасно давав у Дрездені камерні концерти, які користувалися високим визнанням (зокрема виконання творів Йоганна Себастьяна Баха для скрипки соло), багато виступав у дуеті з дружиною (у 1881 р., зокрема, зробивши британські гастролі). Викладав у Консерваторії Кранца; серед його учнів Моріс Сонс.
Склав дві симфонії, кілька струнних квартетів, дві скрипкові і одну фортепіанну сонати, ряд пісень.
Едуард Раппольді помер 16 травня 1903 року в місті Дрездені.